# ローラン・バグボ
ローラン・クードゥー・バグボ（フランス語: Laurent Koudou Gbagbo, 1945年5月31日 - ）は、コートジボワールの政治家。2000年から2010年まで同国大統領を務めた。
ただし2010年の大統領選挙では選挙管理委員会によって敗北とされたものの、その後憲法評議会によって当選者と認定されたため、4ヶ月以上にわたって対立候補のアラサン・ワタラと共に、自らが正統な大統領であると主張しあう二重政府状態が続いた。しかし2011年4月11日、ワタラ側の軍の攻撃によってバグボが拘束され、バグボの失脚が確定。5月6日にワタラが就任宣誓を行い、正常状態へと向かった。
ローラン・バボと表記されることもある。

## 経歴
ガニョア生まれ。政治家になる前は大学で歴史を教えていた。1982年にイボワール人民戦線（FPI）を設立。1985年にはフランスに亡命、1988年に帰国した。
2000年10月22日、大統領選挙が行われ、軍事政権はロベール・ゲイの当選を発表したが、抗議行動が発生してゲイは逃亡。これに伴い、立候補していたバグボが10月26日に4代大統領に就任した。バグボは｢イボワリテ」と呼ばれるイボワール人重視の政策を継続し、コートジボワールに多い移民の不満を招くことになった。

### 政権運営
2002年9月19日、イブラヒム・クリバリ（Ibrahim Coulibaly）軍曹長率いる｢コートジボワール愛国運動｣（Mouvement patriotique de Cote d'Ivoire、MPCI）が武装蜂起し、北部のブアケなどを制圧した。これによりコートジボワール内戦へ突入する。フランス軍は在留外国人撤退を支援する「ユニコーン作戦」（operation Licorn）を実施し、西アフリカ諸国経済共同体（ECOWAS）も治安維持部隊を派遣。2003年2月4日の国連安保理決議第1464号にて、仏軍・ECOWAS軍は国連平和維持軍として承認された。
2002年10月にはコートジボワール西部にて「西部イボワール人民運動」（Mouvement populaire ivoirien du grand ouest、MPIGO）と「正義と平和のための運動」（Mouvement pour la justice et de la paix、MJP）を名乗る武装勢力が蜂起した。2003年1月24日、パリ南郊のリナ＝マルコシスでマルクシ和平協定（Linas-Marcoussis Peace Accord）が締結され、バグボ政権と反政府勢力は挙国一致内閣樹立で合意した。
2004年11月、国連コートジボワール活動（UNOCI＝United Nations Operation in Cote d'Ivoire)としてコートジボワールに駐留するフランス軍に対して、バグボはブアケやコルホゴにて爆撃を行い、死傷者を出した。フランスのジャック・シラク大統領は報復として、コートジボワール空軍の作戦機を破壊。これにより反仏感情が高まり、略奪行為が横行し、在留フランス人らの大量脱出を招いた。
2005年12月、西アフリカ諸国中央銀行(BCEAO)総裁のシャルル・コナン・バニーが首相に指名され、反政府勢力｢コートジボワール新勢力」(FNCI)を取り込む暫定政権作りが進められた。2007年3月、ギヨーム・ソロFNCI事務局長がワガドゥグ合意にて和平プロセスの推進で合意し、4月にはソロが首相に就任した。しかし、バグボが再三に渡り大統領選挙延期を行ったため、野党や反政府勢力側から強い批判を受けた。
ようやく2010年10月31日に実施された大統領選挙に出馬。11月28日投開票の決選投票はバグボとアラサン・ワタラ元首相の一騎討ちとなり、選挙管理委員会は12月2日に暫定結果として得票率54.1％のワタラ元首相が当選と発表。これにバグボの影響下にある憲法評議会は強く反発し、12月3日にバグボが正式な当選者と発表した。国際連合は選管発表であるワタラ当選を支持した。翌日にはバグボ、ワタラがそれぞれ大統領就任の宣誓を行うなど、異常事態となった。
2011年4月11日、ワタラ側の軍の攻撃によってバクボが拘束され、バクボの失脚が確定した。5月6日にはワタラが就任宣誓を行い、ようやく二重政府状態は解消された。そして2011年11月30日、この騒乱のさなかに人道に対する罪を犯したとして国際刑事裁判所によって逮捕され、施設に収監されたことが発表された。
2019年1月15日、国際刑事裁判所はバクボの起訴事由である人道に対する罪については証拠が不十分であり、彼の身柄を釈放する決定を下した。2021年3月に無罪判決が確定したことを受け、同年6月17日、約10年ぶりにコートジボワールに帰国した。